# Biolog

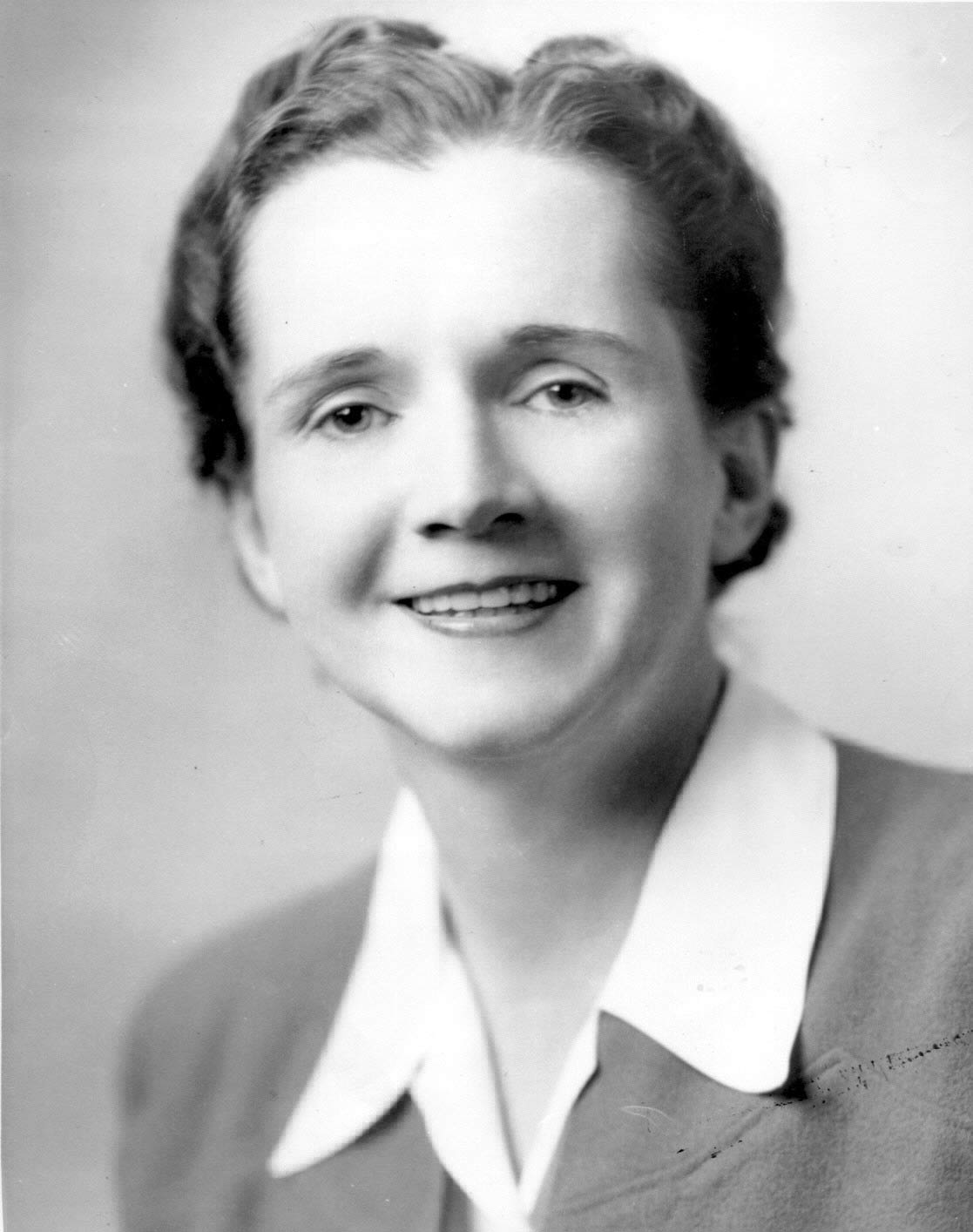
Rachel Carson.

En biolog är en forskare i biologi, studiet av levande väsen.
Biolog är ingen skyddad titel, utan kan användas av vem som helst med intresse för biologi. Amatörbiologer kan bland annat ägna sig åt fågelskådning.
Professionella biologer har i allmänhet påbörjat eller genomfört doktorandtjänst vid ett universitet. De kan bland annat arbeta på universitet, museer eller djurparker.
Biologer brukar benämnas efter sina specialiseringar, bland annat zoolog, botaniker, mykolog eller ekolog.